# Coriolaceae
Famille
La famille des Coriolacées (Coriolaceae) est une famille obsolète de champignons lignicoles de l'ancien ordre des Aphyllophorales. Aujourd'hui, ce taxon est synonyme de la sous-tribu des Coriolinae de la famille des Polyporaceae.
Le nom de la famille provient du latin corium (« cuir »),  la plupart des coriolacées étant « coriaces ».

## Taxinomie
La famille des Coriolacées  comprenait notamment les genres :
- Fomes (seule espèce : Fomes fomentarius)
- Fomitopsis (exemple : Fomitopsis pinicola)
- Piptoporus (exemple : Piptoporus betulinus)
- Trametes  (exemple : Trametes versicolor)
- Tyromyces

## Liste des genres
Selon NCBI (18 mai 2012) :
- genre Abortiporus
- genre Amylocystis
- genre Antrodia
- genre Antrodiella
- genre Aurantiporus
- genre Auriporia
- genre Buglossoporus
- genre Ceriporia
- genre Cerrena
- genre Coriolopsis
- genre Coriolus
- genre Cryptoporus
- genre Daedalea
- genre Daedaleopsis
- genre Datronia
- genre Diplomitoporus
- genre Donkioporia
- genre Fomes
- genre Fomitopsis
- genre Gelatoporia
- genre Hapalopilus
- genre Laetiporus
- genre Lenzites
- genre Leptoporus
- genre Megasporoporia
- genre Melanoporia
- genre Meripilus
- genre Nigroporus
- genre Oligoporus
- genre Oxyporus
- genre Parmastomyces
- genre Pilatoporus
- genre Piptoporus
- genre Poria
- genre Postia
- genre Rigidoporus
- genre Taiwanofungus
- genre Tinctoporellus
- genre Trametes
- genre Tyromyces
- genre Wolfiporia